# Любоивановка
Любоивановка (укр. Любоіванівка) — село в Арбузинском районе Николаевской области Украины.
Население по переписи 2001 года составляло 410 человек. Почтовый индекс — 55324. Телефонный код — 5132. Занимает площадь 0,218 км².

## Местный совет
55324, Николаевская обл., Арбузинский р-н, с. Любоивановка, ул. 70-летия Октября, 41